# Gun Crazy (EP)
Gun Crazy es el tercer EP de la banda de punk rock estadounidense The Mr. T Experience, publicado en 1993 por Lookout! Records. 

## Lista de canciones
1. More Than Toast
2. Swallow Everything
3. Together Tonight

- Datos: Q5618306